# Vallásüldözés
A vallásüldözés egy egyénnel vagy bizonyos csoporttal szembeni szisztematikus rossz bánásmód, a vallási meggyőződésükre vagy hovatartozásukra vagy ezek hiányára adott válaszként. Előidézheti a vallási fanatizmus vagy az állam is, amikor egy adott vallási csoportot a saját érdekeire vagy biztonságára nézve fenyegetésnek tekint.
A vallásüldözés során az államhatalom vagy valamely hatalommal rendelkező szervezet számára a nemkívánatos vallás embereit megölik, meghurcolják, bebörtönzik, megfélemlítik. Vallási kegytárgyaikat, templomaikat, szent könyveiket megsemmisítik, lerombolják, elégetik.
Amennyiben "csupán" előnytelen helyzetbe hozásról van szó, vagy nincs szó szervezettségről, vagy nem a hatalom követi el ezeket, akkor vallási diszkriminációról beszélhetünk.

## Vallásüldözés a régmúltban

### A szinkretisztikus politeista kor
Az ókor kisebb városai, államai, illetve nagybirodalmai, mint Egyiptom, Hellász és Róma, általában szinkretisztikus politeista (azaz „kevert többistenhívő”) államvallással rendelkeztek. Minden városnak („nemzetnek”) megvolt a saját védőistene, ezen kívül az egyes családoknak és nemzetségeknek is megvoltak a maguk védőistenei vagy védszellemei, bálványai. A szinkretizmus azt jelentette, hogy a különféle vallások befogadhattak, elismerhettek más vallásokból isteneket (gyakorta úgy, hogy azonosították azt az adott vallás egy régebbi istenével). Az istenek effajta vallások közti vándorlásának gyakran politikai okai voltak (például egy függő helyzetben lévő város elfogadhatta védőisteneként az őt függő helyzetbe kényszerítő másik csoport vallásának egyik istenét, ezáltal a domináns csoport elismerte a függő helyzetben lévők bizonyos jogait és ígéretet tett ezek védelmére; utóbbiak pedig a függőséget). Ily módon a szinkretizmus általában együtt járt a vallási toleranciával.

### A monoteizmus megjelenése
A szigorú monoteizmus első ismert rendszere Ehnaton egyiptomi fáraó (i. e. 14. század) nevéhez fűződik, aki kijelentette: nincs más igazi isten, csakis Aton napisten, a többi elterjedt tiszteletű isten pedig vagy ennek alakja, vagy hamis isten (mint az addigi főisten, Ámon-Ré), vagy pedig „megállt mozgásában”. Aton vallását megpróbálta államvallássá formálni, a többi isten tiszteletét, különösen az addigi főistenét, Ámonét, tiltotta és üldözte; például Ámon templomainak minden vagyonát elkobozta. Cselekedeteinek okáról, értelmezésről a mai kor véleménye erősen megoszlik. Halála után Egyiptom újra az Ámon-papság uralma alá került, Aton híveit pedig üldözték.
Nagyjából ez időszakra datálható Mózes fellépése és a monoteisztikus izraelita vallás csíráinak megjelenése olyan, korábban vélhetően szinkretisztikus törzsi vallások összeolvadásából, melyek főisteneinek nevei az egyisten nevének szinonimáivá váltak (Él-Adonáj-Jahve stb.) Az izraeliták elfoglalták a nagyjából a mai Izrael területén elhelyezkedő földeket, és monoteista államot alapítottak. Ezt a Római Birodalom később uralma alá vonta. A rómaiakkal való együttműködés tekintetében a zsidó vezetők megosztottak voltak. A szadduceusokat inkább a rómaiakkal való együttműködés, míg a farizeusokat az elzárkózás és ellenségesség jellemezte.

## Vallásüldözés Rómában
Róma vallási téren rendkívül toleránsnak bizonyult történelme folyamán, az új vallási jelenségekhez az állam is mindig óvatosan és disztingváltan viszonyult. Ez alól egyetlen kivételnek a városközösségre vagy az államra valamilyen okból veszélyesnek ítélt irányzatok, szekták számítottak. Hogy mi miért számított veszélyesnek, azt nem mindig könnyű megérteni visszatekintve. A Magna Mater/Kübelé-kultusznak például egyetlen elemét, az Attisz-papok öncsonkító gyakorlatát (kasztrálták magukat) sokáig nem tűrték meg a Városban.
A teljes képhez hozzátartozik egyrészt, hogy a római vallás rendkívül sokrétű, rendkívül gazdag elemekben, nagyon sokféle képzet megfér benne egymás mellett, ez a toleranciát nagyban előkészítette, másrészt az is, hogy az államra időnként genuin vallási jelenségeket is veszélyesnek ítéltek, például a Bacchus-kultusz egyes elemeit (lásd Senatus consultum de Bacchanalibus, Kr. e. 186).

### Zsidó vallás
A zsidó közösségek a birodalomban nagy fokú politikai és vallási autonómiát élveztek általában, ennek megfelelően a fővárosban is, ugyanakkor bizonyos „szektás” változatokat rendszeresen szenátusi határozattal tiltottak ki a városból, például az Ízisz-kultusszal keveredett judaizmust. Egyes korszakokban a judaizmusra áttérés rendkívül népszerű volt, különösen az arisztokrácia köreiben. Josephus Flavius szerint például Nero császár felesége, Sabina Poppea is titkos prozelita volt.

### Druidizmus
Julius Caesar Gall háborúk című művében nem túl hízelgő, bár többnyire tiszteletteljes leírásban számol be a druidákról, az emberáldozat gyakorlata viszont láthatólag megbotránkoztatta (egyesek szerint az erről a jelenségről szóló részt eltúlozta és kiszínezte). Róma az ő művei nyomán a druidákban hamar felismerte a kelta ellenállás fő mozgatórugóit, a római befolyás és civilizáció ellenzőit, emiatt a druidizmust többnyire ellenségének tekintette, illetve az emberáldozatok gyakorlata miatt némi irtózással is kezelte. Ugyanakkor a fentebb említett mű az egyik legfontosabb forrása ma a druidizmusnak.
A Britannia szigetére irányuló kalandozásokat részben az is motiválhatta, hogy eltöröljék a druidák ottani fő erősségét. A valamivel később élt Tacitus drámai leírásban számol be egy druida erőd elpusztításáról Anglesey szigetén.

### Kereszténység
A judaizmusban gyökerező kereszténység a legkorábbi idők kivételével nem idegenkedett a „pogányok” (görögök, rómaiak, szírek stb.) megtérítésétől, megkeresztelésétől sem.
Jézus halála után keresztényüldözések kezdődtek a római birodalomban. Az első keresztényüldözés előzményei: 64-ben Róma nagy része lángok martaléka lett. Róma népének gyanúja Neróra terelődött. Nero, el akarta terelni magáról az egyre fokozódó népharagot, bűnbakot keresett. Céljának kiválóan megfeleltek a keresztények.
Üldözésük egyetlen hitbélinek mondható oka, hogy az egyistenhívő keresztények (ahogy a zsidók is) idegenkedtek istenként elismerni a mindenkori római császárt. Ha egy római polgár keresztény hitre tért, szakított az állam isteneivel, és elutasította a császár személyének vallásos tiszteletét is, tehát elvileg államellenes bűncselekmény címén bárhol és bármikor büntetni lehetett volna a birodalomban. Ezen a jogcímen üldözte például Domitianus császár a keresztényeket, még szenátori rangú előkelőségeket is kivégeztetett közülük. 
Gaztettekkel gyanúsították őket, mint olyanokat, akik gyűlölik az emberi nemet. Nem egyszer a dühöngő csőcselék követelte a hatóságoktól a keresztények legyilkolását, mert úgy képzelték, a keresztények miatt sújtják az istenek természeti csapásokkal a birodalmat.
Ettől kezdve szórványosan, de újra meg újra lefejeztek, elégettek vagy keresztre feszítettek egyeseket valahol a birodalomban keresztény hitük miatt. Sőt 200 táján Septimius Severus császár külön törvényben tiltotta meg az áttérést akár a zsidó, akár a keresztény hitre.
A legkegyetlenebb üldözést Diocletianus császár indította. 303-ban kiadott rendelete már nemcsak személyek ellen szólt. Le kellett rombolni a keresztény templomokat, be kellett szolgáltatni és le kellett égetni a szentírás könyveit és az egyéb vallásos iratokat.
Megjegyzendő ugyanakkor, hogy a keresztényüldözés mindig hullámokban támadt fel újra és újra, nem pedig összefüggő korszakokra volt jellemző.

## A keresztény dominancia Európában
Nagy Konstantin tette törvényessé a kereszténység gyakorlását a Római Birodalomban, eltörölve az üldöztetéseket. A kereszténységen belül az az irányzat kezdett felülkerekedni, melyből később a katolikus egyházak lettek; de míg ez bekövetkezett, az egyes keresztény irányzatok, szekták komoly szellemi és ideológiai harcot folytattak egymással és más filozófiai-vallási irányzatokkal. Ez a harc nem volt egyoldalú, váltakozó sikerrel és hevességgel folyt.
A nyolcadik századra a kereszténység jól láthatóan vezető vallássá vált Európában és a környező területeken, és megkezdődött a megszilárdulás időszaka, melyet az eretnekek üldözése és az egyistenhívő vallásokra jellemző más vallásüldözések jellemeztek. A keresztes hadjáratokat minden valószínűség szerint inkább a vagyonszerzés és az imperializmus motiválta, nem vallási okok. A keresztény vallásüldözés az inkvizícióval érte el tetőpontját. Amerika meghódítása után sok esetben az ott élő (általában animista vagy politeista) bennszülötteket is üldözték az európai civilizáció képviselői, bár ennek nem minden esetben vallási okai voltak. Ez általában kiegészült az áttérítés szándékával, és ennek erőszakos formáival, így a vallási tárgyú emlékek pusztítása is kísérte, noha ennek ellenkezőjére és a békés missziókra is sok példa volt.

## Az iszlám
A keresztény birodalmaktól délre és keletre időközben új egyistenhívő vallás alakult ki: az iszlám. A muzulmánok Észak-Afrikában, a Közel-keleten, Észak-Indiában és a környező területeken. Időnként az  iszlámmal való szembeszállás is üldöztetéshez vezetett.

## Vallásüldözés Magyarországon

### A numerus clausus
Magyarországon 1920-ban elfogadott, a zsidóság és más etnikai, nemzetiségi csoportok felsőoktatásban való részvételét korlátozó törvény elnevezése.

### A zsidótörvények

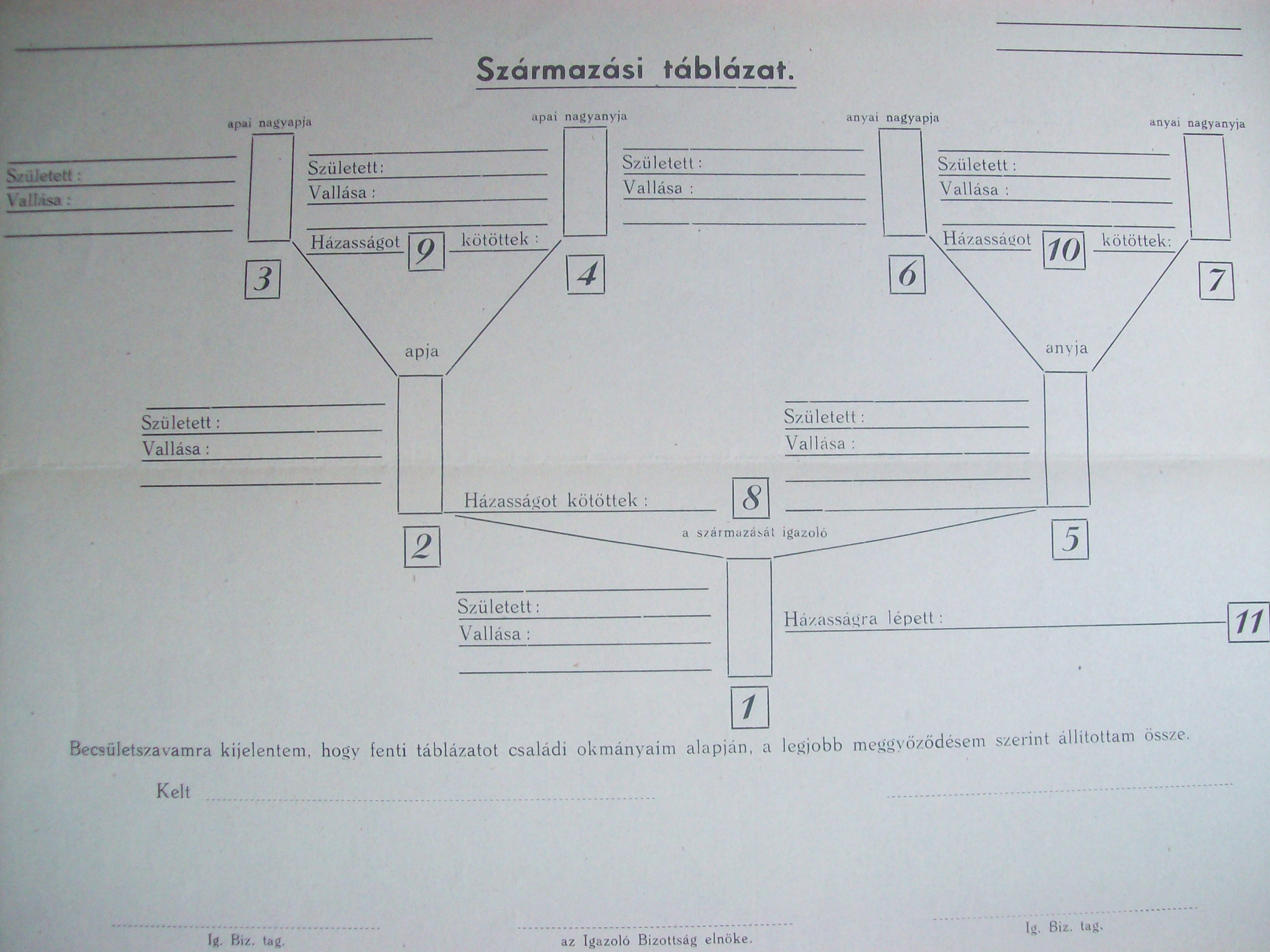
Származási táblázat

A második világháború idején kötelező származásigazolások során a nagyszülőkig bezárólag kellett visszavezetni a származást.

### Vallásüldözés Szálasi Ferenc alatt
1944. október 15. után Magyarországnak az egyre kisebb, nyilasok és németek által ellenőrzött területén fékevesztett terror tombolt. Eleinte a deportálások folytatódtak, majd az erőforrások apadtával halálmeneteket indítottak a megsemmisítő táborok felé. Mindennaposak voltak a brutális kivégzések, a tömeges vérengzések, melyek keretében mintegy 100 000 budapesti zsidót pusztítottak el alig négy hónap alatt[forrás?], miközben a Vörös Hadsereg körbevette a fővárost. 

### A kommunizmus évei alatt
A huszadik századi Magyarországon a kommunista és a keresztény egyházi mozgalmak általában szembenálltak. Az egyházak, különösen a katolikus egyház megítélésének nem használt, hogy a felsőpapság tagjai gyakran a fennálló rendet támogatták, illetve nagybirtokosnak számítottak, a kommunizmus megítélését pedig a Tanácsköztársaság alatti vallás- és egyházellenes „forradalmi” diktatúra és terror befolyásolta, illetve a Szovjetunióból ekkor már érkező hírek a proletariátus felszabadulását és az osztálynélküli társadalmat hirdető rendszer valódi természetéről.
Az 1945-47-ig terjedő időszakban a kommunisták Rákosi Mátyás vezetésével, külföldi (szovjet) támogatással totális diktatúrát építettek ki hazánkban (ld. itt). A legnagyobb szervezett csoportok, melyek ezzel a diktatúrával szembeszállhattak és szembe is szálltak, a történelmi egyházak voltak. Bár a kommunista alkotmányok névleg mindenhol garantálták a vallás-- és véleményszabadságot, valójában a kommunista hatalom már csak a fent vázolt szembenállás miatt is megkezdte az egyházak, s azokon keresztül a vallások megsemmisítését. Jellemző, hogy míg a kommunista főemberek beszédeikben újra és újra megígérték a szabad vallásgyakorlást (például Rákosi Mátyás 1947-es beszédében), a párttagoknak belső használatára szánt dokumentumokban nyíltan tervezték ennek ellenkezőjét (1948-ban, az MDP vezetőinek értekezletén meghirdette: „a klerikális reakcióval az év végéig végezni kell”).
Tetteikben is az utóbbiak szerint jártak el, elsősorban a katolikusok ellen. 1946-ban betiltottak minden keresztény egyesületet, vezetőiket koholt vádak alapján börtönbe zárták. Egyeseket – például Kiss Szaléz gyöngyösi ferences atyát – megöltek. Letartóztatták és bebörtönözték a katolikus vezetőket (például Mindszenty bíborost, akit 1949 februárjában egy koncepciós per eredményeképp életfogytiglani börtönre ítéltek). A protestáns, az izraelita és az unitárius egyházakat belülről, beépített kollaboránsaik segítségével bomlasztották (ld. még szalámitaktika). Így volt lehetséges, hogy azok intézményeik többségét „önként” átadták az államnak. 1950 nyarán mintegy 2500 szerzetest internáltak, szeptemberben az Elnöki Tanács feloszlatta a szerzetesrendeket. Koncepciós perek sorozata indult (pócspetri per, Vezér Ferenc pere, a hatvani szerzetesek pere, a Sándor István-per stb.), melyek nemegyszer halálos ítélettel (például Vezér-per), illetve kitelepítéssel, munkatáborba hurcolással végződtek. 1950-ben az egyházak szétbomlasztására létrehozták a „békepap-mozgalmat”.
Az üldözés néhány egészen konkrét példája:
1951. március 26-án, Húsvéthétfőn az ÁVH betört a gellérthegyi pálos Sziklatemplomba, és begyűjtötte a szerzeteseket. Összetörtek mindent, amit lehetett: oltárokat, szobrokat, templomi berendezési tárgyakat. Az ezüst kegytárgyak egy részét magukkal vitték. Szűz Mária márványszobrát lelökték a barlangüregből, darabokra tört. A harangjátékot elvitték, majd beolvasztották. A volt Szent Iván-barlang bejáratát közel két méter vastag betonfallal torlaszolták el egészen 1989-ig.
Néhány áldozat a pálos szerzetesek közül:
Vezér Ferenc Szaniszló Mindszenty bíboros asszisztense volt. 1951-ben letartóztatták, koholt vádak alapján halálra ítélték, a börtönben több hónapon át igen kegyetlenül kínozták. A Gyűjtőfogház udvarán akasztották fel, egyes vélemények szerint akkor már nem élt. 37 éves volt.
Ács Ferenc István, Vezér Ferenc helyettese volt, egy társával menekülni próbált, de agyonlőtték, majd a holttestet vonat alá lökték. 1951. április 1-jén Mecsekalján a vonat kerekei alatt találták meg a holttestét.
Kováts Ferencet, akit később határ-átszöktetéssel vádoltak, az ÁVH-n úgy összeverték, hogy végül 1958. október 7-én belehalt sebeibe.
A halálos áldozatokon kívül többek egészségét, egzisztenciáját tették tönkre, szabadságát, emberi jogait sértették bebörtönzéssel, veréssel, zaklatásokkal. Bolyós Ákos és Csellár Jenő 10–10 évet kapott, másokkal, köztük az idős Gyéressy atyával, összesen 150 évet kaptak.
1951. május 19-én az MDP KV titkárságának határozata alapján létrehozták az egyházak ellenőrzését célzó Állami Egyházügyi Hivatalt.
Az 1956-os forradalom utáni, Kádár János nevével fémjelzett kommunista konszolidáció halálos ítéletek újabb tömegét jelentette. Mindszenty József bíboros a megtorlást elkerülendő, az USA nagykövetségére menekült, majd onnét emigrált.
Az újabb vallásüldözési hullámnak névleg az 1964-es vatikáni–magyar megállapodás vetett véget. (Sok tankönyv szerint ez teljesen normalizálta a magyar állam és a katolikus egyház kapcsolatát, de ez tévedés: a hetvenes évek elején koncepciós perek újabb hulláma indult).
A hetvenes évek végére a kommunista hatalom belátta, hogy a vallásokat ilyen durva módszerekkel nem tudja felszámolni. A vallások szellemi üldözése azonban egészen a rendszerváltásig megmaradt a kommunista cenzúra, és a fenntartott, a rendszerre veszélyesebb embereket állandó jogtalan megfigyelés alatt tartó besúgó- és ügynökhálózat formájában. Egészen a nyolcvanas évek elejéig hátrányt vagy egyenesen akadályt jelenthetett például egy egyetemen továbbtanulni szándékozó diáknak, ha vallásosságáról a tanári karnak tudomása volt. Az egykori kemény diktatúra, az egyoldalú oktatás, évtizedes szelektálás és diszkrimináció útján elért megfélemlítés, gúny és tudatlanság is hozzájárult a „kötelező ateizmus” fenntartásához.
A kommunista hatalom aktívan üldözte a nem történelmi, illetve nem keresztény jellegű kisegyházakat, vallásos vagy ezoterikus mozgalmakat. A késő Kádár-rendszerben ez sokszor a „tudományosság” álarca alatt, a „korszerű tudomány védelmében” történt.

## Buddhistaüldözés
A buddhistaüldözések a buddhizmus története során különböző időben és helyen történő, egymástól független vallási alapú üldözésekre vonatkoznak, amelyek indokolatlan letartóztatással, bebörtönzéssel, veréssel, kínzással vagy kivégzéssel, birtok vagy egyéb tulajdon elkobzásával vagy a buddhisták elleni gyűlöletkeltésre vonatkoznak.